# Ясныгин, Иван Денисович

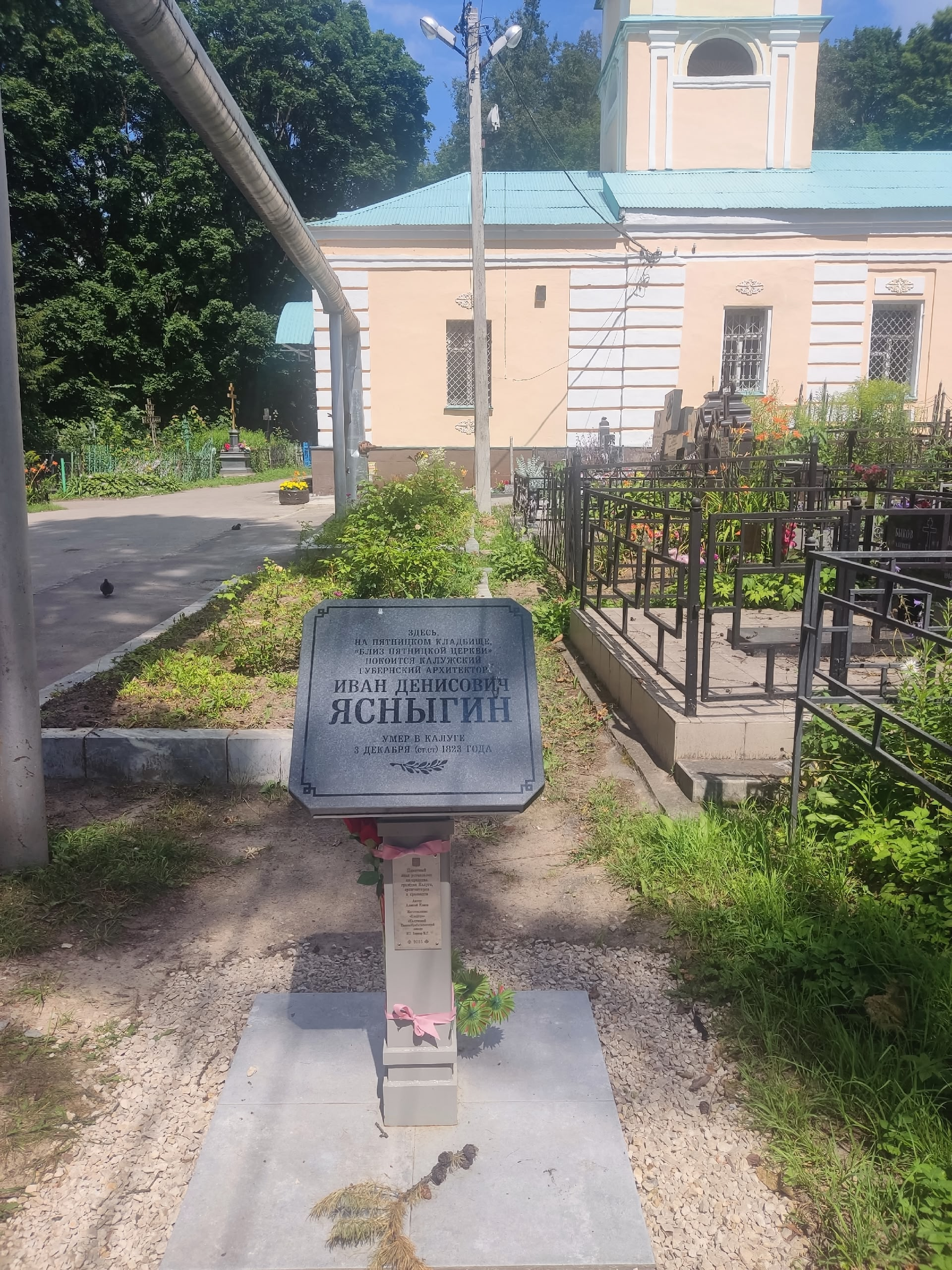
Памятный знак Ивану Денисовичу Ясныгину на Пятницком кладбище Калуги

Иван Денисович Ясныгин (1745 — 13 [25] сентября 1824, Калуга) — губернский архитектор, автор градостроительного плана застройки Калуги.

## Биография
Родился в семье солдата Пермского полка.
В 1760—1764 годах учился в Петербургской Академии художеств по скульптурному и архитектурному отделениям. В 1763 году Ясныгин был награждён двумя серебряными медалями.
В 1765 году работал в Петербургской канцелярии от строений и одновременно служил на Императорском фарфоровом заводе. В 1770 году Ясныгин был зачислен в экспедицию кремлёвских строений, где работал под руководством В. И. Баженова.
С 1 января 1775 года Ясныгин был назначен архитектором калужского наместничества, а с упразднением его в 1796 году остался в Калуге губернским архитектором. Свою работу в Калуге Ясныгин начал, когда основные постройки города перестраивались по градостроительному плану П. Р. Никитина. Ясныгин курировал возведение Троицкого собора, который был заложен в 1786 году, но основные работы проводились в 1804—1811 годах. Он спроектировал первый в России купол 17 метров в диаметре без всяких побочных укреплений. В целесообразности этого решения сомневался известный петербургский архитектор А. Д. Захаров, которому Академия художеств поручила рассмотреть проект. Ясныгин доказал правильность расчётов, после чего собор был достроен в 1811 году, а отделка закончена в 1818 году. По проекту Ясныгина в Калуге была также построена церковь Жен Мироносиц (1798—1804).
В конце 1780-х и начале 1790-х годов сопровождал калужского наместника М. Н. Кречетникова в его переездах сначала в Тулу, где участвовал в строительстве триумфальных ворот, а затем в Киев.
В 1790 году был на год переведен на должность губернского архитектора в Чернигов. Руководил строительством Спасо-Преображенского собора в Новгород-Северске по проекту Джакомо Кваренги и спроектировал иконостас Спасо-Преображенского собора в Чернигове.
В 1791 году вернулся на пост архитектора в Калугу. Занимая эту должность, Ясныгин окончил строительство Присутственных мест (1809), Гостиного двора (к 1822), почты, Хлюстинской богадельни, Троицкого собора, дома губернатора и других сооружений. Всего под его руководством в губернии было построено 141 кирпичное здание, в том числе здания церквей и соборов в Тарусе, Медыни, Жиздре, Мосальске. После Отечественной войны 1812 года Ясныгину пришлось восстанавливать города Боровск и Малоярославец.
Ясныгин прослужил губернским архитектором 37 лет и подал в отставку 7 июля 1822 года.
Умер в Калуге, похоронен на Пятницком кладбище (могила утрачена).